# Biserica Sfinții Apostoli Petru și Pavel din Iași
Biserica „Sfinții Apostoli Petru și Pavel - Moara de Vânt” din Iași este o biserică ortodoxă construită în perioada 1803-1830 pentru deservirea necesităților de cult din cartierul Moara de Vânt al municipiului Iași. Ea este situată pe una dintre cele mai înalte coline ale Iașului, în partea de nord-est, pe Strada Moara de Vânt nr. 24, în apropiere de Cimitirul Sfinții Petru și Pavel. 

## Scurt istoric
În urmă cu 200 ani în locul unde se află astăzi biserica se aflau mai multe mori de vânt (după care și-a luat denumirea și cartierul). Aici ființa și un cimitir în care erau înmormântați decedații din bolnițele Epitropiei "Sf. Spiridon" din Iași. Pentru a exista un loc unde să fie prohodiți acești decedați, a fost zidită acolo între anii 1803-1830 o biserică cu rol de capelă, printre ctitorii săi numărându-se Mihail Sturdza, familia Cantacuzino-Pașcanu, Constantin Ipsilanti, Alexandru Moruzi și mitropolitul Veniamin Costachi.
Biserica s-a aflat sub administrarea Epitropiei "Sf. Spiridon" până la desființarea acesteia după cel de-al doilea război mondial. Epitropia a renovat acest sfânt lăcaș de cult în perioada 1924-1925. Începând din anul 1958 Biserica "Sf. Apostoli Petru și Pavel - Moara de Vânt" din Iași a devenit biserică parohială. 
Începând din anul 2000, prin grija părintelui paroh Vilie Doroșincă (protopop de Iași II), s-a început un amplu proces de renovare interioară și exterioară a Bisericii "Sfinții Apostoli Petru și Pavel", lucrări care au fost finalizate în anul 2007. Ca urmare a finalizării lucrărilor, biserica a fost resfințită în ziua de 7 octombrie 2007 de către PF Daniel, Patriarhul Bisericii Ortodoxe Române și Locțiitor de Mitropolit al Moldovei și Bucovinei .
Biserica are două hramuri: Sf. Apostoli Petru și Pavel (29 iunie).

## Arhitectură
Biserica are forma unui dreptunghi, fiind construită în plan basilical. În anul 1950 a fost construit și un mic pridvor, apoi în anul 1978 s-a ridicat deasupra pronaosului și o clopotniță.
Catapeteasma bisericii este pictată în stil neobizantin. Biserica dispune de obiecte de cult datând din secolul al XIX-lea: Sfânta Evanghelie și un rând de sfinte vase donate în anul 1856 de familia Cantacuzino-Pașcanu.
În ultimii ani, în apropierea bisericii a fost construită o capelă cu hramul "Învierea Domnului".

## Fotogalerie

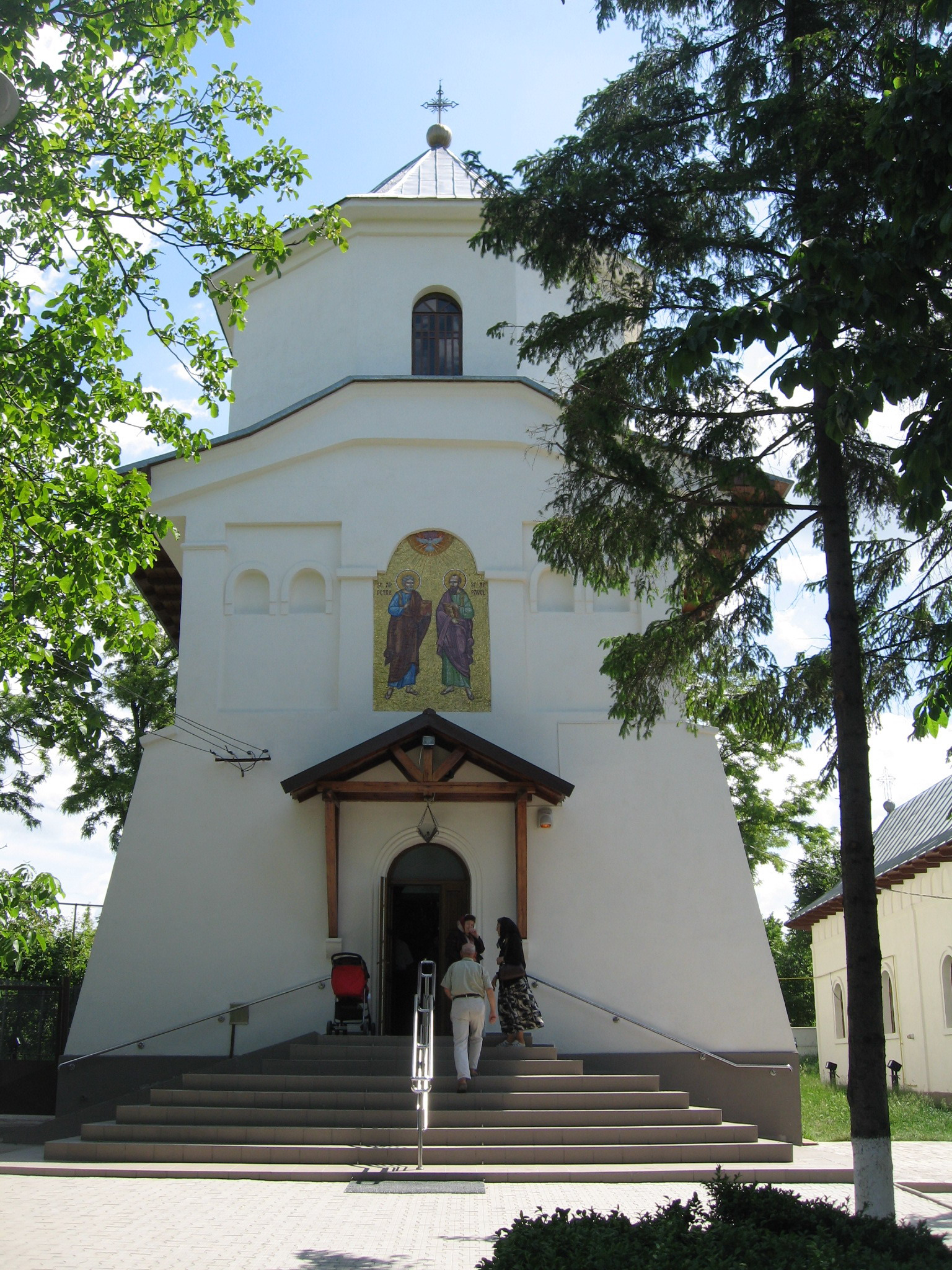
Biserica Sfinții Apostoli Petru și Pavel din Iași
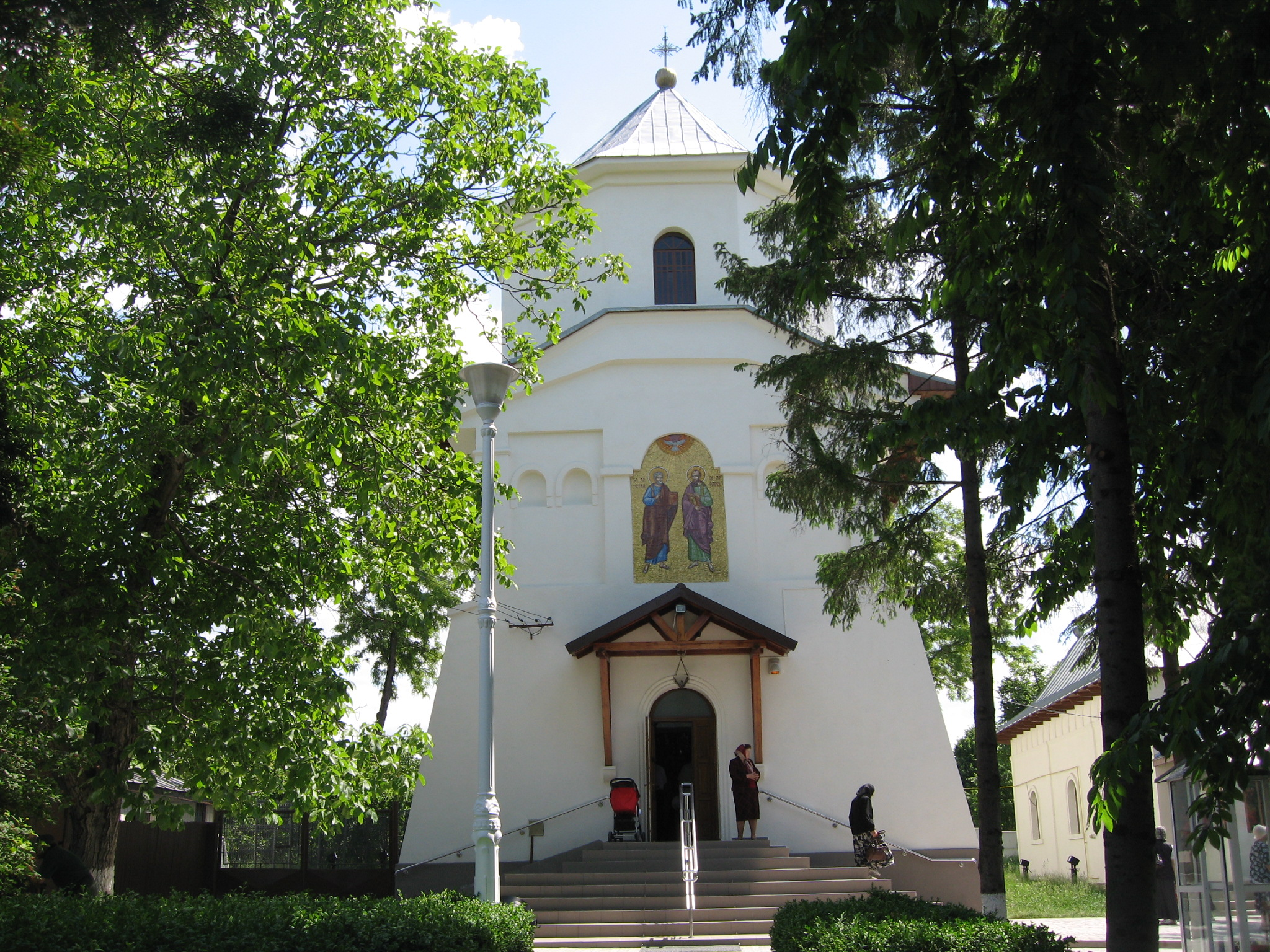
Biserica Sfinții Apostoli Petru și Pavel din Iași